# Resolution 1722 des UN-Sicherheitsrates
Die Resolution 1722 des UN-Sicherheitsrates ist eine Resolution unter Kapitel VII der Charta der Vereinten Nationen über Bosnien-Herzegowina, die vom Sicherheitsrat der Vereinten Nationen auf seiner 5567. Sitzung am 21. November 2006 einstimmig  angenommen wurde. Mit der Resolution wurde EUFOR, die Stabilisierungsstreitkraft der Europäischen Union, um zwölf Monate verlängert. Mit der Resolution wurde außerdem die Fortdauer der Präsenz eines NATO-Hauptquartiers als Rechtsnachfolger der früheren SFOR-Mission genehmigt. EUFOR war erstmals am 22. November 2004 als Nachfolgemission zu SFOR eingesetzt worden.
Der Sicherheitsrat nimmt in seiner Entscheidung Bezug auf seine früheren Entscheidungen hinsichtlich des Gebietes des ehemaligen Jugoslawiens, insbesondere die Resolutionen 1031, 1088, 1423, 1491, 1551, 1575 und 1639, sowie auf den Dayton-Vertrag und seine Ergänzungen und genehmigt die Verlängerung der Missionen der NATO und der Europäischen Union in Bosnien-Herzegowina um zwölf Monate, also bis zum 21. November 2007.
Die Resolution enthält eine Reihe von diplomatischen Formeln und technischen Regelungen, von denen eine der wichtigsten das Recht zur Selbstverteidigung der Einsatzkräfte im Falle eines Angriffes oder eines drohenden Angriffs betrifft. In diesem Falle sind die Truppen berechtigt, alle erforderlichen Maßnahmen zu ergreifen. Außerdem wird betont, dass die Regierung von Bosnien-Herzegowina für die vollständige Umsetzung des Friedensabkommens selbst verantwortlich ist und die Fortsetzung der internationalen Hilfe finanzieller, wirtschaftlicher und militärischer Art von der vollständigen Zusammenarbeit mit dem Internationalen Strafgerichtshof für das frühere Jugoslawien einschließlich der Auslieferung aller angeklagten Personen abhängt.